# Круглов, Веанир Иванович
Веани́р Ива́нович Кругло́в (18 сентября 1936 года, Пермь — 2015) — украинский советский артист балета, Заслуженный артист РСФСР (1962), Народный артист УССР (1967).

## Биография
Родился 18 сентября 1936 года в Перми.
В 1956 году окончил Пермское хореографическое училище. Его педагогом был Иоэль Иосифович Плахт. По окончании училища работал артистом Свердловского театра оперы и балета (ныне Екатеринбургский театр оперы и балета). С 1963 по 1976 год был солистом, с 1976 по 2011 год — педагогом-репетитором Киевского театра оперы и балета (ныне Национальная опера Украины). С 1968 года преподавал в Киевском хореографическом училище.
Веанир Иванович исполнял в театрах партии героико-романтического плана в балетах Адана, Чайковского, Минкуса. Танцевал сольные партии и в составе труппы в Великобритании, Австралии,  Канаде, Италии, Португалии, Норвегии, Румынии, Сингапуре, Швеции, Финляндии, Франции, Японии.

## Партии
Веанир Иванович Круглов в разное время исполнил партии:
- Степан, «Лилея» К. Данькевича;
- Знахарь, «Тени забытых предков» В. Кирейко;
- Лукаш, «Лесная песня» М. Скорульского;
- Зигфрид, Дезире, «Лебединое озеро», «Спящая красавица» П. Чайковского;
- Жан де Бриен, «Раймонда» О. Глазунова;
- Бахрам, «Семь красавиц» К. Караева;
- Фрондосо, «Лауренсія» О. Крейна;
- Али-батыр, «Шурале» Ф. Яруллина;
- Спартак, «Спартак»), А. Хачатуряна;
- Базиль, Солор, «Дон Кихот», «Баядерка» Л. Минкуса;
- Альберт, Конрад, «Жізель», «Корсар» А. Адана;
- Дафнис, «Дафнис и Хлоя» М. Равеля;
- Петр, «Сердце Марики», Б. Мошкова.

## Награды и звания
- Народный артист УССР (1967)
- Заслуженный артист РСФСР (1962)
- Почётная грамота Кабинета Министров Украины (2001)[3]